# Rezolucija Vijeća sigurnosti UN-a 749
Rezolucija Vijeća sigurnosti UN-a 749, jednoglasno usvojena 7. travnja 1992., nakon ponovnog potvrđivanja rezolucija 713 (1991), 721 (1991), 724 (1991), 727 (1992), 740 (1992) i 743 (1992), Vijeće je odobrilo izvješća glavnog tajnika Butrosa Butrosa-Galija i odlučio odobriti što je prije moguće razmještaj Zaštitnih snaga Ujedinjenih naroda (UNPROFOR) u Hrvatskoj.
Primjećujući kontinuirana svakodnevna kršenja primirja, Vijeće je pozvalo sve strane da osiguraju sigurnost i slobodu kretanja Snaga i pozvalo sve strane da pomognu u nadoknadi troškova kako bi se osigurala najučinkovitija i najisplativija operacija što je više moguće. Također je pozvalo one u Bosni i Hercegovini na suradnju s naporima Europske zajednice, pozivajući sve strane da se suzdrže od mjesta gdje će UNPROFOR biti baziran.
Unatoč tome što je bio potpuno ovlašten u Rezoluciji 749, UNPROFOR nije bio u potpunosti raspoređen sve do svibnja-lipnja 1992. Donošenje sadašnje rezolucije također se dogodilo istog dana kada su mnoge zapadne nacije priznale neovisnost Bosne i Hercegovine, Hrvatske i Slovenije.

## Vanjske poveznice
| Wikizvor | Engleski Wikizvor ima izvorni tekst na temu: United Nations Security Council Resolution 749 |